# すくらんぶる-b
『すくらんぶる-b』とは、にしむらともこによる日本の漫画作品。
『ちゃお』（小学館）にて2000年9月号より2002年2月号まで連載された。単行本はちゃおフラワーコミックスより全4巻。第1シリーズが全6話、第2シリーズが全5話、第3シリーズが全5話の全16話。続編として『空色☆すくらんぶる』がある。

## あらすじ
超元気少女空が転入した青琳学園。そこは寄付金が多い生徒が入るAクラスの生徒がBクラスの一般生徒をいじめたり、悪事をやり放題の学校だった。
でも、そんな悪い奴をやっつける正義の味方がいた。その名は"b-倶楽部"！転校早々、Aクラスの生徒ともめた空は帆志たちと出会い、b-倶楽部のメンバーになる。そして空たちは次々の学園の悪い奴らを倒していくが…。
b-倶楽部の『b』は、青琳学園の『青』すなわち『blue』の『b』である。

## 全編共通の登場人物
二ノ宮 空（にのみや そら）
運動神経抜群で元気な少女。正義感の強い性格。
父親はアフリカで動物学者をしていて、母は亡くなっている。祖父で理事長である真行寺源三にひきとられ、青琳学園に転入する。
転入当時中学1年生。10月10日生まれ、B型。好物はハンバーガー。
日生 帆志（ひなせ ほし）
スポーツ万能でb-倶楽部のリーダー的存在で、当初は生徒会長を務めていた。
空が転入当時中学2年生。小学2年生のときに空と会ったことがある。7月20日生まれ、A型。マウンテンバイクが好き。
朝比奈 港（あさひな みなと）
学校始まって以来の秀才。パソコンも得意。
空が転入当時中学2年生1月1日生まれ、AB型。最近プリンがお気に入り。アイドルの高岡みらののファンらしい。
空の次に満月と仲良し。
伊集院 紫音（いじゅういん しおん）
母親がフランス人でハーフ。
女の子には優しい。12月25日生まれ、O型。おいしい紅茶を入れるのが得意。
桜井 あゆか（さくらい あゆか）
空のクラスメイトで親友、また彼女が初めて青琳学園で仲良くなった人物である。
後に紫音と恋人関係になる。

## シリーズの詳細

### シリーズ第1作目
単行本第1巻、第2巻収録。
主人公・二ノ宮 空は中学2年生の14歳。先月、母親を病気で亡くしてからは、祖父に引き取られ、青琳学園に転校。理事室の場所が分からず、生徒に問いかけてもシカトされ、挙句の果てにはいじめの現場を目撃してしまった。危うくいじめに巻き込まれかけたが、名も知らない男子生徒に助けられ、間一髪だった。
いじめを受けていた女子生徒の名は桜井あゆかと言い、空のクラスメイトでもあった。彼女の話によれば、青琳学園にはAクラスとBクラスが存在し、現在でもBクラスへのいじめはヒドいと言う。この時、空はb-倶楽部の存在を知り、彼女の怒りの油に火を注いだ。
b-倶楽部は、悪事をやりたい放題のAクラスを改善する為に作られ、メンバー全員がAクラスながらも、強い意志と正義感を持っている。空はさっそく、彼らに入団を求めるものの、即却下となってしまった。だが、決して諦める事なく、現在彼らが扱っている悪事を追求するなど、本気で入団を求めている模様。だが、ある事件をきっかけに、帆志達から入団を認められ、メンバーの一員として活動中。そして、メンバーから「盗み撮り」の話が持ち掛けられた。
犯人は、更衣室のカーテンなどの影に隠れて、密かに撮影しているのであった。あゆかの友人に「隠し撮り」の話を持ち掛け、校舎2階の渡り廊下で話をしている最中に事件は発生した。盗み撮りの犯人と思わしき人物が、1階から撮影しようとカメラをむけていたのだ。空が追いかけ、一度は捕まえたものの、シャッターの光を浴びせられ、目がくらんだすきに逃げられてしまった。この話をb-倶楽部の3人に話をすると、強化調査する事が決定した。ある程度調査が進むと、空は重要な証拠を入手し、犯人がAクラスの写真部だと確定した。しかし、犯行がバレてしまった写真部率いる一部の女子生徒は空を妬み、ある悪事を決行してしまい…。

#### このシリーズの登場人物
三条緋芽
連載当初、あゆかをいじめていたグループの主犯。Aクラスの女王様的存在。
花沢
三条の手下的存在。彼女の一味だったが、悪事を起こした自分が恥ずかしくなり、素直に自首した。

### シリーズ第2作目
単行本第3巻収録。
写真部の一件が解決すると、それに関連した事件が再び発生し、しかも空が退学の危機にさらされてしまう。どうやら空をおとしいれようとしている人間がいるようだ。しかし帆志たちb-倶楽部の活躍と花沢の自首により、見事に退学から回避することができた。歓喜したのも束の間、帆志は突然、b-倶楽部の解散を宣言する。b-倶楽部の目的は「青琳学園をAクラスもBクラスも関係なくみんなが仲間になれる『1つの学園』にすること」であった。そのためb－ゲームでAクラスの横暴を止め始めたが、かえってBクラスはB-倶楽部を頼るばかりでAクラスを避けるようになってしまった。Bクラスの「Aクラスにはいじめられても仕方がない」という気持ちはb-倶楽部には消すことができなかった。そんな時に空が転校して来てBクラスは変わった。きちんとAクラスと向き合えるようになったし、Aクラスも少しずつ変わってきている。B－倶楽部が無いほうがb-ゲームに頼らずに変わっていけるという考えだった。その理由を聞いてもやはり解散させたくない空は、帆志に解散取り消しのためのb-ゲームを申し込む。果たして空は帆志に勝つことができるのか…？

### シリーズ第3作目
単行本第4巻収録。
最近になり、やっとイジメや悪事が減ってきた青琳学園。ただし、空の遅刻は相変わらずで、今日も帆志から一喝。すると、校門ではゆかたを着た女性が立っており、彼女の名は桜小路すずらんと言う。悪事を起こしていたAクラスの男子生徒は彼女を人質にし、普段は冷静な帆志は激怒していた。
空と帆志の活躍により、無事にすずらんを救出したものの、彼女は途端に帆志に抱き付いた。納得出来なかったのか、空は心内で激しく嫉妬した。すると、空は帆志からプレゼントされた懐中時計を落としてしまった。これを見たすずらんは、激怒して空に決闘を申し込んだ。満更でもない顔つきだったが、「帆志を賭けて」という言葉を聞いてからは、真剣な表情へと切り替わった。
帆志はすずらんを止め、2人の関係を従兄妹と明かしてからは、和解した模様。仲直りの印としてか、すずらんは空をパーティーに招待した。しかし、空は帆志とすずらんが仲良くしている姿を見る度に胸を痛め、すずらんも2人が仲良くしている姿を見る度、不安な顔をしているのであった。
それから、すずらんは空に正式に「勝負して下さい」と折り入って頼み、互いに手を抜かずの戦いを誓った。空とすずらん、2人は帆志を巡るライバルとなったのだった。

#### このシリーズの登場人物
桜小路 すずらん
空と同じ年の、帆志の従兄妹。港曰く「自宅は日本指折りの名家」である。
初等部時代は青琳学園に通っていた。
二ノ宮 広海
空の母。
空が青琳学園に転校する一ヶ月前、病気により他界した。

## 書誌情報
- にしむらともこ『すくらんぶる-b』小学館〈ちゃおフラワーコミックス 〉全4巻 
  1. 2001年1月発売[1]、ISBN 4-09-137588-X
    - 「ふれんど2[注釈 1]」「とってもプリンセス!」併録。

  2. 2001年5月発売[2]、ISBN 4-09-137589-8
    - 「悪魔でトラブル!?」「ピーターパンのキ・モ・チ」併録。

  3. 2001年9月発売[3]、ISBN 4-09-137590-1
  4. 2002年3月26日発売[4]、ISBN 4-09-137634-7